# ناحیه‌های الجزایر
ناحیه‌های الجزایر تقسیمات اداری سطح دوم کشور الجزایر را تشکیل می‌دهند. استان‌های الجزایر به ۵۵۳ ناحیه (دائرة) تقسیم می‌شوند و هر ناحیه نیز به یک یا چند بخش (بلدیه) منقسم می‌شود.